# Philodicus meridionalis
Philodicus meridionalis är en tvåvingeart som beskrevs av Ricardo 1921. Philodicus meridionalis ingår i släktet Philodicus och familjen rovflugor. Inga underarter finns listade i Catalogue of Life.